# III. Arnulf flamand gróf
III. Arnulf (1055 – 1071. február 22.) flamand nemesúr. Apja halála után saját jogán 1070-től Flandria grófja.

## Élete
Apja VI. Balduin flamand gróf, anyja Richilde de Hainaut, Hermann hainaut-i gróf özvegye. Apja az 1070-ben Oudernaarde városában tartott gyűlésen idősebb fiának, Arnulfnak juttatta Flandriát, akinek nagybátyja, Róbert volt a gyámja nagykorúságáig. Arnulf öccse, Balduin, Hainaut grófságát kapta meg, anyja, Richilde gyámsága alatt.
Apja halála után örökölte a flamand grófi címet, de anyja uralkodott helyette, mint  régens. Nagybátyja, Fríz Róbert felkelést indított ellene és Észak-Flandriában sereget toborzott. Anyja harmadik férjétől, William FitzOsbern-től és I. Fülöp francia királytól érkező erősítések ellenére az 1071. február 22-én vívott casseli csatában vereséget szenvedett és életét vesztette. Halála után Róbert a Saint-Omer-i (Pas-de-Calais) Saint-Bertin templomban temettette el.

## Családja és leszármazottai
Nem ismert.

## Lásd még
- Flamand grófság
- Flandria grófjainak listája
- Hainaut-i grófság
- Hainaut grófjainak listája